# Carretera Austral

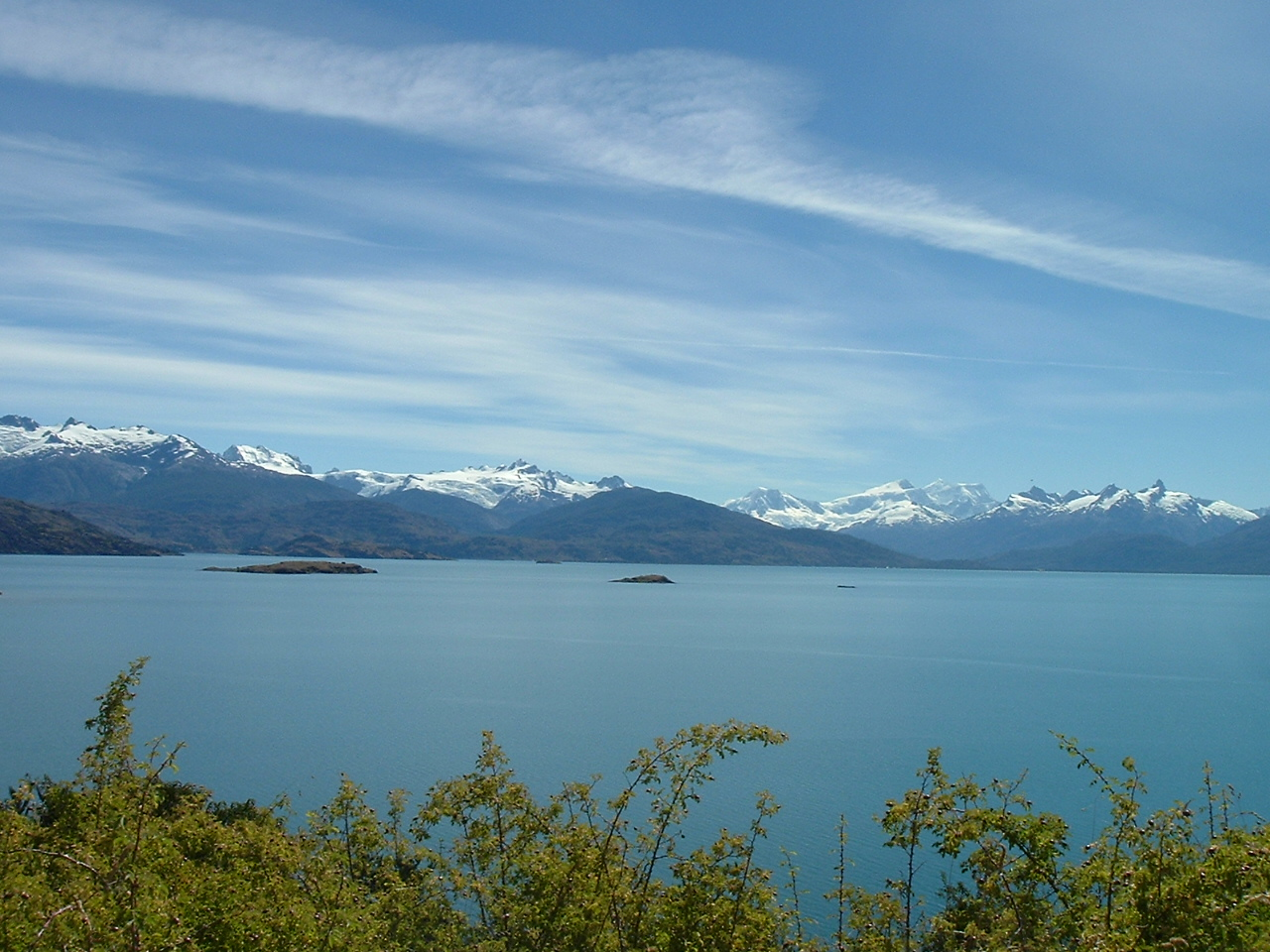
Lago General Carrera visto da Carretera Austral

A Carretera Austral (Ruta CH-7) é uma rodovia localizada no sul do Chile. Seu traçado atual de 1.240 quilômetros une Puerto Montt a Villa O'Higgins na comuna de O'Higgins, sendo a principal via de transporte terrestre da Região de Aisén e da Província de Palena na Região de Los Lagos, permitindo a ligação destas com o resto do território chileno.
Devido às complicadas características geográficas do território, no qual predominam os Andes Patagónicos, lagos, turbulentos rios e a presença de campos de gelo, a rodovia está em permanente manutenção. Por outro lado, grande parte da rodovia carece de pavimentação.
Sua construção iniciou-se em 1976 por ordem do Regime Militar, sendo um dos projectos mais caros e ambiciosos de todo o século XX no Chile. O trabalho dos membros do Exército do Chile habilitaria os diferentes trechos da rodovia ao longo dos anos 1980 permitindo a conexão da Patagônia chilena com o resto do país após anos de isolamento.
A rodovia ainda não está completa e vários trechos são percorridos através de balsas, principalmente na parte setentrional da província de Palena, entre Hornopirén e Caleta Gonzalo. Em 2007, o Ministério de Obras Públicas do Chile anunciou a modernização da rodovia, pavimentando 330 quilômetros entre Chaitén e Coihaique e a construção do trecho terrestre entre Hornopirén e Caleta Gonzalo, cruzando o Parque Pumalín.

## Traçado

### Região de Los Lagos
- Puerto Montt km 0,0
- Quillaipe km 27,8
- Ferry Caleta La Arena-Caleta Puelche
- Ferry Hornopirén-Leptepu, saída 1x ao dia,normalmente às 10:30h (chegar 1h antes). A viagem dura 3:45h. Procurar comprar com antecedência (empresa Samarco) pois o Ferry lota (mesmo fora do verão). No verão, as vezes, tem outros horários de empresas alternativas.
- 10 km de rípio até Fiordo Largo.
- Ferry de Fiordo Largo-Caleta Gonzalo: Saída uma vez ao dia, às 15h. A viagem dura 40min. Normalmente é um ticket apenas para o trecho anterior (Hornopirén) e este.No verão, eventualmente, tem outros horários de emrpesas alternativas.
- Comuna de Chaitén km 202,3
- El Amarillo (comuna de Chaitén) km 226,8

### Región de Aisén
- Villa Amengual; Acesso ao Passo Río Frias km 491,3
- Acesso a Puerto Aisén km 547,8
- Cochrane
- Ferry Puerto Yungay-Río Bravo

### Postos de Combustíveis
- Hornopirén (km 107)
- Chaltén
- La Junta
- Puyuhuapi (extraído do site da COPEC - nov/2019)
- Manihuales (extraído do site da COPEC - nov/2019)
- Coyhaique

(essa lista é parcial e com informações de maio/2019)

## Ligações externas

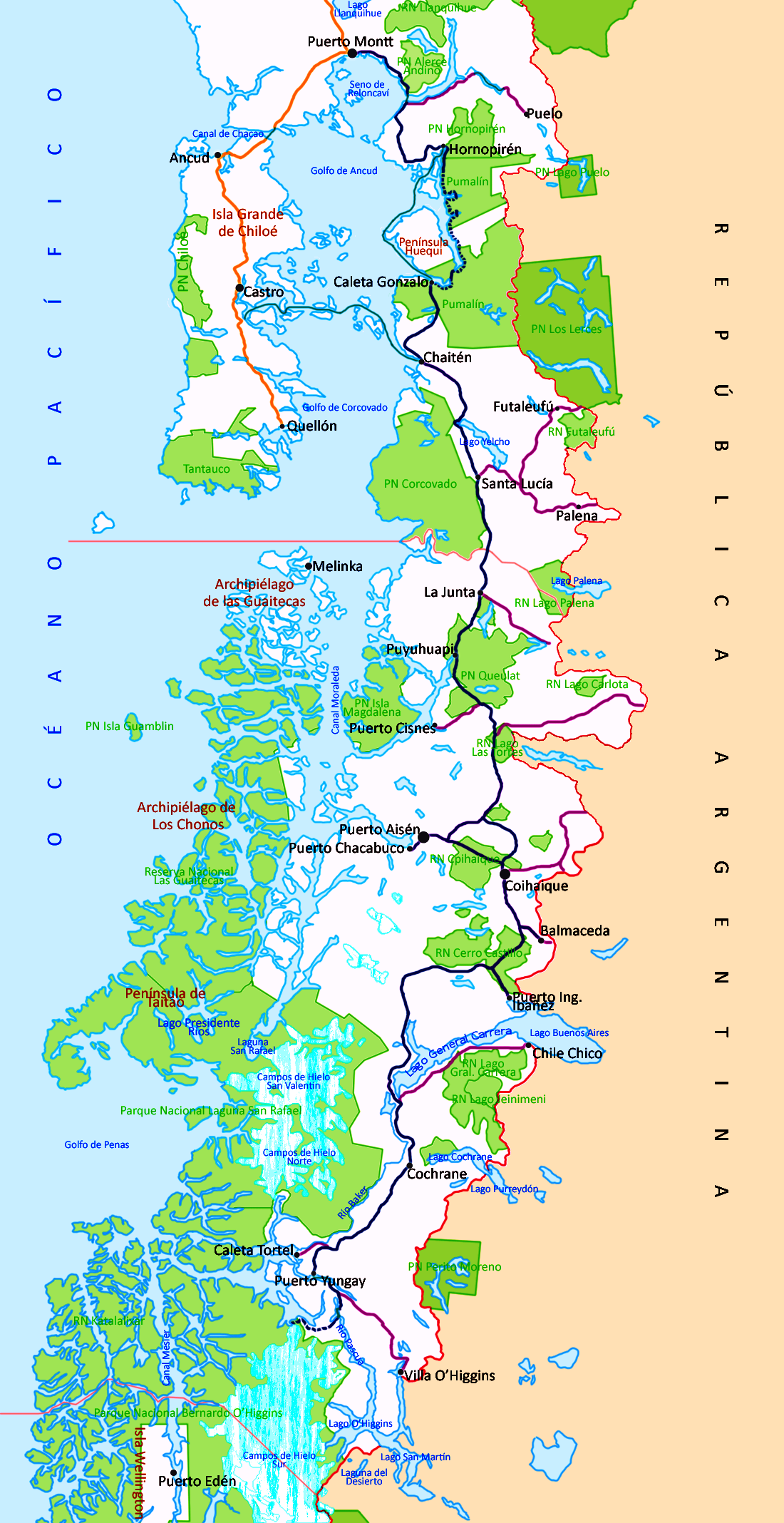